# Burg Hornberg (Altensteig)
Die Burg Hornberg ist die Ruine einer Höhenburg an der Straße nach Berneck Hornberg (Johannes-Brenz-Weg 1), einem heutigen Stadtteil von Altensteig im Landkreis Calw in Baden-Württemberg.

## Einzelnachweise

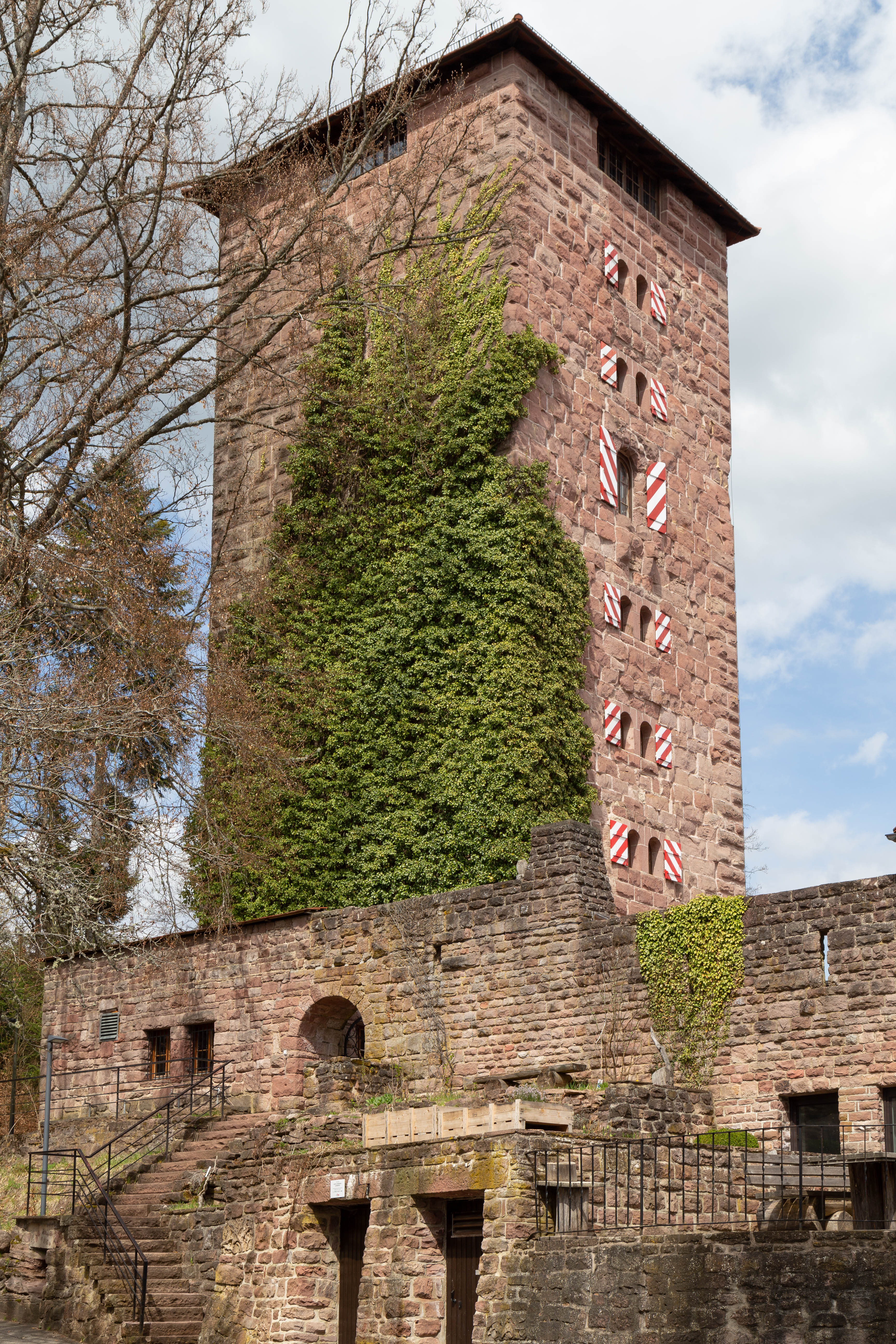
Bergfried Burg Hornberg (April 2018)

## Geschichte
Die Burg wurde im 12. Jahrhundert für die Grafen von Calw errichtet und 1252 erwähnt. Bewohnt wurde die Burg von deren Ministeriale, den Vögten von Wöllhausen und Verwandten der Herren von Fautsberg. Nach 1603 wurde die Burg zerstört oder verfiel. Zwischen 1958 und 1971 wurde die Anlage mit quadratischem Bergfried wiederaufgebaut und dient heute als Waldschulheim in der Trägerschaft der Staatlichen Forstverwaltung.